# Seis (danza)
El Seis es una variedad de danza y música popular propia de Puerto Rico. La melodía y armonía musical del seis es sencilla y posee la particularidad de que se interrumpe a determinados intervalos, para proceder a recitar una copla denominada "bomba", de manera similar a lo que se observa en la jarana propia de la zona de Yucatán, en México. En el seis se observa una base propia de los aires andaluces complementados con la energía de la jota de Aragón. 
En general el seis es reconocido como la música rural popular del llano por antonomasia, en particular de los pueblos campesinos que habitan las zonas montañosas. Muchas de las coplas están compuestas en décimas, aunque a veces se observan improvisaciones que utilizan otras métricas poéticas. 
La ejecución es realizada por un cuarteto musical compuesto por güiro y bongo (percusión), cuatro y guitarra (cuerdas).